# Journal de St.-Pétersbourg
Journal de St.-Pétersbourg (1825—1914, переименован в 1914—1917 годах в Journal de Petrograd) — российская газета на французском языке. Издавалась в Петербурге с 1825 по 1917 год с перерывами. Была официальным или полуофициальным органом Министерства иностранных дел Российской империи.